# Vlag van Mildam

Vlag van Mildam

De vlag van Mildam is de dorpsvlag van het Nederlandse dorp Mildam, in de Friese gemeente Heerenveen. De vlag werd in 2003 aangenomen e in 2004 geregistreerd.

## Beschrijving
De beschrijving van de vlag is als volgt:
Drie banen blauw, wit en blauw in de verhouding 1 : 1 : 4, de witte baan vijf keer golvend en op 2/9 van de vlaglengte onderbroken, de onderbreking met een breedte gelijk aan 1/6 vlaghoogte; in de onderste baan aan de broekzijde een geel eikenblad met een hoogte gelijk aan 2/3 vlaghoogte en geplaatst onder de onderbreking in de golvende balk.
De kleuren zijn afkomstig van het dorpswapen.

## Symboliek
- Golvende baan: symbool voor de Tjonger die nabij het dorp stroomt. De onderbreking van de dwarsbalk staat voor de dam uit de plaatsnaam en die mogelijk in de Tjonger gelegen was.[3]
- Eikenblad: staat voor de eikenbomen in de omgeving van het dorp. Het goud staat voor de zandgrond waar het dorp op gelegen is.[3]

## Zie ook

Wapen van Mildam